# Hela Riabi
Hela Riabi, née le 18 février 1987, est une lutteuse tunisienne.

## Carrière
Hela Riabi est médaillée d'argent dans la catégorie des moins de 55 kg aux championnats d'Afrique 2007 au Caire et aux Jeux africains de 2007 à Alger avant de remporter le titre des moins de 59 kg aux championnats d'Afrique 2008 à Tunis. Elle conserve son titre aux championnats d'Afrique 2009 à Casablanca, puis est médaillée de bronze dans la même catégorie aux championnats d'Afrique 2010 au Caire. Médaillée d'or aux championnats d'Afrique 2013 à N'Djaména, elle obtient une médaille de bronze aux Jeux méditerranéens de 2013 à Mersin en moins de 59 kg.
Elle est sacrée championne d'Afrique des moins de 58 kg en 2014 à Tunis et médaillée d'or des moins de 60 kg aux Jeux africains de 2015 à Brazzaville et aux championnats d'Afrique 2016.
Elle dispute les Jeux olympiques d'été de 2016 à Rio de Janeiro, terminant 18e de la catégorie des moins de 63 kg.